# Oskar Ferdinand von Walcke-Schuldt

Oskar Ferdinand von Walcke-Schuldt in der Uniform der Lauenburgischen Ritter- und Landschaft, 1887 von Mathilde Block

Oskar Ferdinand von Walcke-Schuldt, auch Oscar (* 24. Januar 1828 in Hamburg; † 1. März 1908 auf Goldensee, heute Ortsteil von Kittlitz) war ein deutscher Gutsbesitzer und Landschaftsrat der Lauenburgischen Ritter- und Landschaft.

## Leben
Oskar Ferdinand von Walcke-Schuldt war ein Sohn von Ferdinand Walcke-Schuldt (1788–1856) und seiner Frau Jeannette Charlotte Wilhelmine, geb. Poppe (1805–1835). Sein Vater, ein Stiefsohn von Johann Friedrich Basilius Wehber-Schuldt, hatte den 1790 gestifteten Fideikommiss Goldensee und Niendorf am Schaalsee geerbt.
Er besuchte das Katharineum zu Lübeck bis zum Abitur Ostern 1847. Ab dem Wintersemester 1854 studierte er Rechtswissenschaften an der Universität Heidelberg.

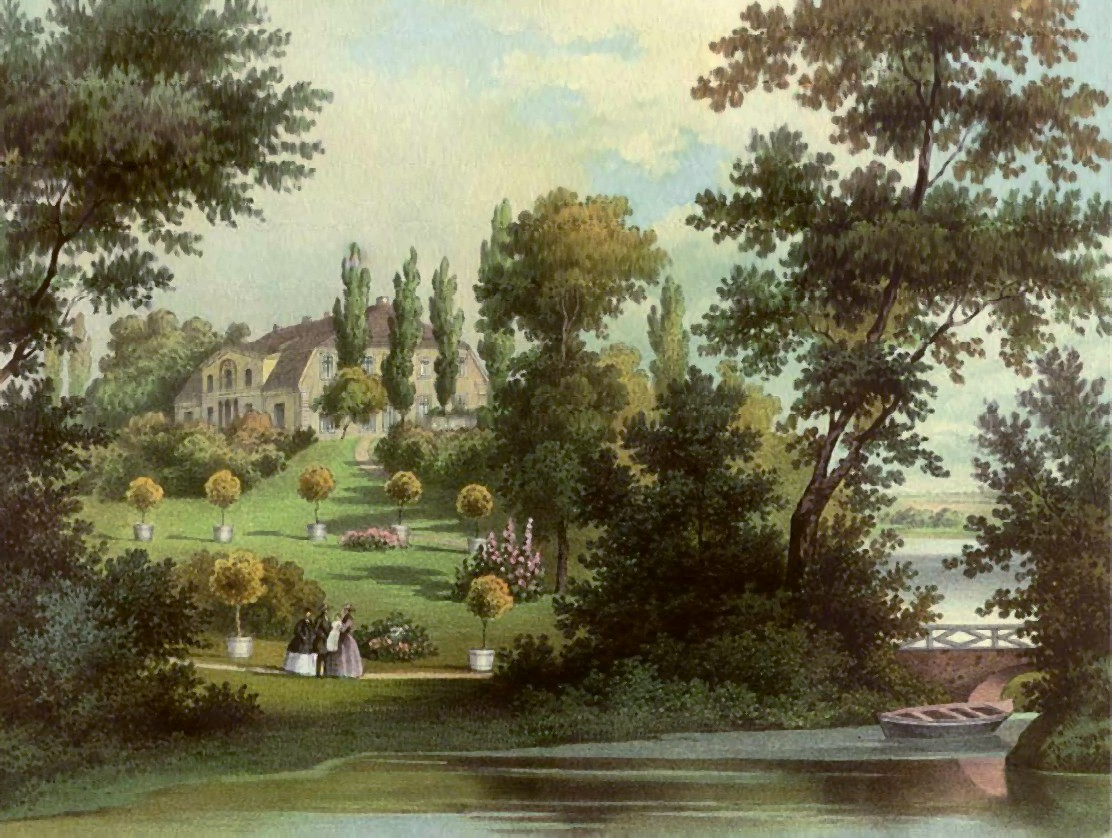
Gut Goldensee in der Sammlung Duncker (um 1860)

Nach dem Tod seines Vaters 1856 kam es zu einem langwierigen, sich über fünf Jahre und mehrere Instanzen hinziehenden Rechtsstreit mit seinem Onkel Johannes Andreas Walcke (1791–nach 1868) in Lauenburg/Elbe um den Fideikommiss. Walcke, ein jüngerer Bruder seines Vaters, wollte die die Erbfolge betreffenden Bestimmungen der Fideicommissacte zu Gunsten einer Seniorat-Erbfolge auslegen und klagte demgemäß auf Herausgabe des Besitzes. Der Prozess ging über das Lauenburgische Hofgericht in Ratzeburg bis vor das Holstein-Lauenburgische Oberappellationsgericht; es wurde auch ein Rechtsgutachten der Berliner Fakultät eingeholt. In dieser Zeit standen die Güter unter der Verwaltung eines Sequesters. Erst nach dem Urteil vom 26. Februar 1862, das zu seinen Gunsten ausfiel, übernahm Oskar Ferdinand Walcke-Schuldt die Verwaltung von Goldensee und Niendorf.
Anfang Oktober 1864, als Lauenburg infolge der Bundesexekution gegen die Herzogtümer Holstein und Lauenburg von 1863 unter der Verwaltung der Bundeskommissaren stand, wurde er als Nachfolger des zum Landrat ernannten Ottokar von Witzendorff (1824–1890) von den Besitzern der landtagsfähigen Gütern zu einem ihrer fünf ritterschaftlichen Abgeordneten in der 1853 vom dänischen König reformierten Lauenburgischen Ritter- und Landschaft gewählt. Durch die Folgen des Deutsch-Dänischen Kriegs und der Gasteiner Konvention verlor diese zunächst noch weiter bestehende Körperschaft jedoch fast ihren gesamten Einfluss. Sie richtete ihre Kräfte auf eine möglichst umfassende Sicherung der lauenburgischen Sonderrechte bei der Eingliederung in Preußen und war mit der Errichtung des Lauenburgischen Landeskommunalverbands zumindest teilweise erfolgreich. Am 23. Juni 1876 stimmte die Ritter- und Landschaft dem Gesetz, betreffend die Vereinigung des Herzogthums Lauenburg mit der Preußischen Monarchie zu. „Das Herzogthum Lauenburg wird vom 1. Juli 1876 ab in Gemäßheit des Art. 2 der Verfassungsurkunde für den Preußischen Staat mit der Preußischen Monarchie für immer vereinigt“, lautet § 1. Wichtig für den Landeskommunalverband aber war § 7: „An dem provinzialständischen Verbande von Schleswig-Holstein nimmt das Herzogthum keinen Theil.“
Oskar Walcke-Schuldt bildete als Landschaftsrat gemeinsam mit dem Erblandmarschall Friedrich Gottlieb von Bülow und Landschaftsrat von Witzendorff die Spitze des Landsschaftskollegiums. Der Landeskommunalverband war für Wirtschafts- und Sozialpolitik, für Kulturförderung und Siedlungs- und Verkehrsplanung verantwortlich. Die Ritter- und Landschaft, die als eine Art Sonderparlament weiterbestand, bestimmte nach § 8 (Abs. 2) des Vereinigungsgesetzes die Geschicke des Landeskommunalverbandes. Dies änderte sich 1882, als im Kreis Herzogtum Lauenburg die Kreisordnung für die sechs östlichen Provinzen Preußens von 1872 eingeführt wurde. Die Verordnung vom 24. August 1882, betreffend die Vertretung des Lauenburgischen Landeskommunalverbandes hob die Ritter- und Landschaft des Herzogtums Lauenburg mit Wirkung vom 1. Oktober 1882 auf, doch wurde für den Kreis Herzogtum Lauenburg eine Kreisversammlung nach Sondervorschriften gebildet, die sich von der regulären Kreisordnung für Schleswig-Holstein bis 1919 unterschieden. Die Verordnung bestimmte in Artikel V (Absatz 4), dass der Landeskommunalverband sich ein Statut zu geben habe, das die Verwaltung des Vermögens und die Beteiligung des Kreises regelt. Ab 1882 führte der Landrat den Vorsitz. Auch dieser Kreisversammlung gehörte Oskar Walcke-Schuldt an.
Durch Diplom vom 4. Dezember 1884 erhob Kaiser Wilhelm I. in seiner Eigenschaft als preußischer König Oskar Walcke-Schuldt als von Walcke-Schuldt in den preußischen Adelsstand.
Er war seit 1865 verheiratet mit Marie Henriette Auguste, geb. Röper (* 1843 in Ratzeburg; † 1919 in Hamburg). Das Paar hatte drei Söhne und drei Töchter, von denen Wanda (1869–1945) Arnold von Winckler und Nathalie (1886–1958) Arthur Graf von Bothmer (1875–1949) auf Lauenbrück heiratete. Der älteste Sohn Oskar (1866–1926) wurde der letzte Fideikommissherr auf Goldensee und Niendorf. Nach seinem Tod wurde Goldensee 1930 verkauft.